# Shinchō
Shinchō (新潮) è una rivista letteraria giapponese pubblicata mensilmente dall'editrice Shinchosha.
Lanciata nel 1904, ha visto la pubblicazione dei lavori di autori e giornalisti via via più in voga nelle varie epoche che  ha attraversato.
Nel 2018 la Shinchosha Publishing Co. ha sospeso la pubblicazione della rivista in seguito alle critiche ricevute dalla comunità LGBT per degli articoli ritenuti discriminatori.